# Фурне (Гар)
Фурне (фр. Fournès) насеље је и општина у јужној Француској у региону Лангдок-Русијон, у департману Гар која припада префектури Ним.
По подацима из 2011. године у општини је живело 888 становника, а густина насељености је износила 50,28 становника/km². Општина се простире на површини од 17,66 km². Налази се на средњој надморској висини од 35 метара (максималној 172 m, а минималној 7 m).

## Демографија
| 1962. | 1968. | 1975. | 1982. | 1990. | 1999. | 2011. |
| ----- | ----- | ----- | ----- | ----- | ----- | ----- |
| 375   | 428   | 465   | 514   | 590   | 738   | 888   |

График промене броја становника у току последњих година